# Marcelo Apovian
Marcelo Apovian (São Paulo, 21 de dezembro de 1972) é um atleta olímpico, maratonista, palestrante, escritor e executivo brasileiro. Representou o Brasil nos Jogos Olimpicos de Inverno de Albertville 1992 e Nagano 1998 e como maratonista amador teve sua história contada no livro "Operação Portuga: cinco homens e um recorde a ser batido (Arquipélago, 2010)" de Sérgio Xavier Filho.
Lelo, como é mais conhecido, foi um dos mais influentes Headhunters do Brasil. Entrevistou mais de 5000 pessoas, aplicou assessment, fez coaching e mentoria para centenas de pessoas. Desenvolveu uma sensibilidade importante de analisar e avaliar pessoas.  
Em setembro de 2023 lançou seu primeiro livro, "Muito Acima da Média - O método e os segredos da performance contados por quem chegou lá (Citadel, 2023)"; que foi best-seller pela Revista Veja, Amazon e PublishNews. 
Lelo se tornou um dos maiores estudiosos sobre performance do Brasil. É constantemente chamada para dar palestras e participar de seminários. 